# Amblygaster
Amblygaster Bleeker, 1849 è un genere di pesci ossei marini appartenente alla famiglia Clupeidae.

## Distribuzione e habitat
Il genere è endemico dell'Indo-Pacifico tropicale.

## Descrizione
Sono pesci di taglia medio-piccola, la taglia massima delle varie specie varia da 21 a 27 cm.

## Pesca
Le specie del genere hanno importanza per la pesca commerciale.

## Tassonomia
In questo genere sono riconosciute 4 specie:
- Amblygaster clupeoides
- Amblygaster indiana
- Amblygaster leiogaster
- Amblygaster sirm